# Bråby Sogn
Bråby Sogn 
ist eine Kirchspielsgemeinde (dän.: Sogn)
auf der Insel Sjælland im südlichen Dänemark.
Bis 1970 gehörte sie zur Harde Ringsted Herred im damaligen Sorø Amt, danach zur Haslev Kommune im
Vestsjællands Amt, die im Zuge der  Kommunalreform zum 1. Januar 2007
in der
Faxe Kommune in der Region Sjælland aufgegangen ist.
Im Kirchspiel leben 357 Einwohner (Stand: 1. Januar 2023).

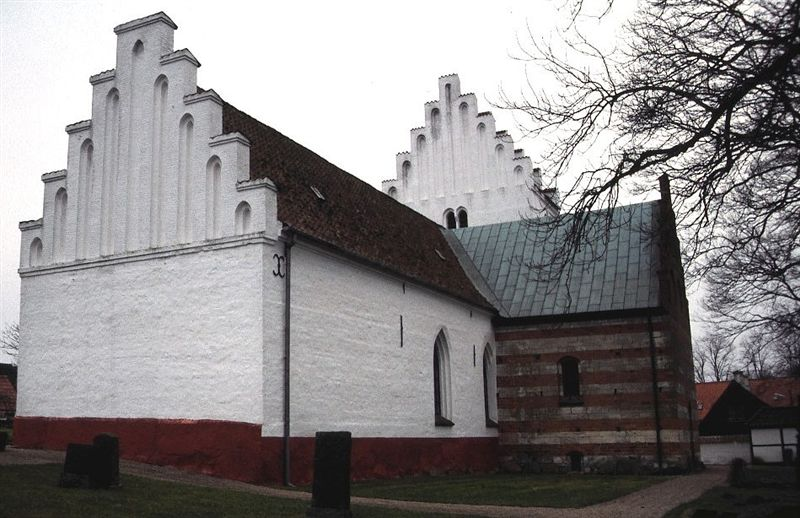
Bråby Kirke

Im Kirchspiel liegt die Kirche „Bråby Kirke“.
Nachbargemeinden sind im Nordwesten Teestrup Sogn, im Norden Haslev Sogn, im Osten Ulse Sogn und im Süden Vester Egede Sogn, ferner in der westlich gelegenen Næstved Kommune Toksværd Sogn.